# Herb gminy Hanna
Herb gminy Hanna – symbol gminy Hanna.

## Wygląd i symbolika
Herb przedstawia na tarczy dzielonej w słup w polu lewym błękitnym srebrne ramię zbrojne z mieczem, natomiast w polu prawym czerwonym pół srebrnego orła ze złotą koroną i złotymi szponami.